# De clementia
De clementia (Latein für „über die Milde“) ist eine in zwei Büchern (von wahrscheinlich ursprünglich dreien) überlieferte staatsphilosophische Schrift des römischen Philosophen Seneca, die um das Jahr 55 nach Christus entstand. Konzipiert ist die Schrift nach eigener Angabe als ein Spiegel (speculum) für den jungen Princeps Nero: Er soll sich selbst prüfen, wie er ist und wie er sein soll, wodurch dieses Werk einer der frühesten Vertreter des Fürstenspiegels ist.

## Inhalt
De clementia ist in zwei Büchern erhalten, wovon das zweite Buch unvollständig ist. Aber analog zu seinem Werk De ira erscheint es plausibel, dass das Werk ursprünglich aus drei Büchern bestand. Auch legt die interne Gliederung des Werkes nahe, dass ein ursprünglich dritter Teil fehlt.
Großes übergeordnetes Thema ist das tugendhafte Handeln als Kaiser und besonders dessen Milde, die clementia Caesaris. Nach Marion Giebel besteht dahinter wahrscheinlich die Intention, eine ideologische Rechtfertigung für die „traditionslose römische Monarchie“ zu liefern. Seneca interessiert sich aber weniger für die politische Rolle des princeps innerhalb des von Augustus begründeten Prinzipats; Seneca stellt sich den Kaiser als einen absoluten Souverän vor; zu Beginn des ersten Buches bezeichnet er den Kaiser explizit als „Stellvertreter der Götter“ und „Richter über Leben und Tod“. Sein Hauptanliegen ist es zu begründen, warum es im stoischen Sinne weise ist, diese unbegrenzte, gottgleiche Macht zu zügeln und seine Affekte zu kontrollieren.
Seneca beginnt sein Werk mit zwei Argumenten für die clementia. Wie für viele rhetorische Argumente typisch, ist das eine ein Argument für honestum und das andere für utile: Seneca zeigt im ersten Teil (Kap. 1–17), dass clementia eine intrinsische Tugend ist (honestum): Sie entspringt vernünftiger Selbstbeherrschung (temperantia) und steht im Gegensatz zu ira und crudelitas. Anschließend argumentiert er dafür, weshalb Milde im politischen Kontext nützlich ist (utile). Dafür nutzt er unter anderem historische Negativ-Beispiele (Dionysios I. von Syrakus, Sulla) und Vorbilder (Caesar, Augustus).
Das zweite Buch ist deutlich mehr von Senecas stoischem Denken geprägt und behandelt die Verhaltensweise eines Weisen (sapiens) und enthält einige Begriffsbestimmungen, darunter eine explizit für die clementia. Clementia sei scharf von der misericordia (Barmherzigkeit) zu unterscheiden, weil Letztere vom Affekt geprägt sei.

„Clementia est lenitas animi, quae in potestatem vindicandi saevitque moderatur“

„Milde ist Gelassenheit des Geistes, die die Macht zu strafen zügelt und die Grausamkeit mäßigt.“

Seneca geht daraufhin noch auf die Rolle des Kaisers als Richter ein. Wie Gott etwa das Schicksal (fatum) bestimme, so dürfe der Kaiser auch Recht schaffen, müsse sich aber auch daran halten. Ein Kaiser, der milde Strafen verhänge, schaffe Dankbarkeit und Loyalität statt Furcht. Die Maxime laute prodesse, non punire, Strafen sollen nützen, nicht vergelten, es sei aber kein Freibrief für Straffreiheit; man solle vielmehr individuell die Kosten und Nutzen bei jeder Verurteilung abwägen.
Nach einer Mahnung an Nero bricht der Text ab. Der Rest des zweiten Buches ist nicht erhalten.

## Entstehungsgeschichte und Datierung
Aufgrund des Inhaltes lässt sich schließen, dass das Werk zu Beginn von Neros Prinzipat entstand, als man noch viele Hoffnungen in den jungen Kaiser steckte. Der in dem Werk angesprochene Nero war nach De clementia 1,9,1 um die achtzehn Jahre alt, wobei aus textkritischer Sicht ambig ist, ob Nero bei Abfassung der Schrift schon das achtzehnte Lebensjahr vollendete oder kurz davor war. In der besagten Textstelle steht nämlich (ohne Satzzeichen):

„[Augustus] gladium movit cum hoc aetatis esset quod tu nunc es duodevicensimum egressus annum iam pugiones in sinum amicorum absconderat“

Es herrscht Unklarheit, worauf sich duodevicensimum egressus annum („Nachdem er das achtzehnte Lebensjahr vollendet hatte“) bezieht. Abhängig von der Punktion kann es sich auf die vorherigen oder nachfolgenden Kola beziehen. Johannes Calvin vertrat in seinem Kommentar die Auffassung, dass es Teil eines neuen Satzes sei und Nero daher bei Abfassung des Werkes noch nicht achtzehn war.
Gegen die These einer späteren Abfassung spricht der wahrgenommene Widerspruch, dass Seneca kurz nach der Ermordung des Britannicus im Februar 55 die Tugenden des Nero preist. Jedoch ist auch bei einer angenommenen früheren Abfassung nicht klar, ob diese vor oder nach Britannicus’ Tod geschah. Andersherum bestünde aber durchaus die Möglichkeit, dass die Schrift gerade als Rechtfertigung oder Reaktion des Todes geschrieben wurde. Aufgrund der Textstelle lässt sich nichtsdestoweniger recht zuverlässig folgern, dass das Werk zwischen dem 15. Dezember 54 und dem 14. Dezember 56 entstand.